# Улика-Павловка
Ули́ка-Па́вловка — село в Хабаровском районе Хабаровского края. Входит в Улика-Национальное сельское поселение.

## География
Село Улика-Павловка расположено в отдалённой, левобережной части Хабаровского района. Стоит на правом берегу реки Кур в месте впадения в неё реки Улика.
Река Кур, сливаясь с рекой Урми, даёт начало Тунгуске, левому притоку Амура.
Примерно в 4 км ниже села Улика-Павловка на реке Кур стоит село Улика-Национальное, административный центр Улика-Национального сельского поселения.

## Население
| 2002 | 2010 | 2011 | 2012 | 2021 |
| ---- | ---- | ---- | ---- | ---- |
| 2    | ↘1   | →1   | →1   | ↘0   |

## Транспорт
В тёплое время года автодороги, можно сказать, нет.
В зимнее время можно доехать по зимнику до пос. Смидович Еврейской автономной области, расстояние около 40 км.
Летом вверх по Тунгуске и по Куру до отдалённых сёл Хабаровского района от Хабаровского речного порта ходит теплоход «Заря», расстояние по реке до Хабаровска около 100 км.

## Инфраструктура
- Жители занимаются сельским хозяйством.
- Окрестности села Улика-Павловка славятся охотой и рыбалкой.